# Espelho (EP)
Espelho é o extended play (EP) de estreia da rapper brasileira Drik Barbosa, lançado em 18 de março de 2018 pela gravadora Laboratório Fantasma. Foi majoritariamente produzido por Grou com exceção da faixa Melanina que foi produzida em parceria com Deryck Cabrera.

## Conceito
O primeiro EP da rapper, cantora e compositora Drik Barbosa, reúne 5 faixas com o mesmo conceito. O EP é permeado pelo simbolismo da água em seu conceito: “A água representa a purificação, a origem da vida, a limpeza e traz cura mas também é força e fúria quando necessário; e, independente de onde esteja, em um copo ou no oceano, a água continua sendo água e da mesma forma que, independente de onde eu vá ou esteja, mantenho a minha essência”, explica Drik A sonoridade de Espelho transita entre rap e R&B.

## Lançamento e promoção
Em 2018 sob o selo do rapper Emicida Laboratório Fantasma, Drik Barbosa lançou seu primeiro EP, seu álbum de estréia “Espelho”. O álbum transita entre o Rap e R&B. Foi majoritariamente produzido por Grou, produtor e beatmaker, que já trabalhou com Emicida, Kamau, Criolo e Rimas; Melodias, entre outros.  A única exceção é o primeiro single, Melanina, que foi produzido por Deryck Cabrera, também beatmaker, que tem no currículo trabalhos com Criolo, Jay Prince, Don L. e outros. Todas as cinco faixas são autorais compostas pela própria Drik, o álbum também conta com participações de Rincon Sapiência e Stefanie. O EP foi gravado no estúdio da Lab Fantasma em São Paulo. O primeiro single do EP é a love song “Inconsequente”, seu videoclipe foi lançado no dia 17 de abril de 2018 pelo canal da gravadora Laboratório Fantasma, “Melanina” e o segundo single do EP sendo a única faixa do disco que tem produção musical assinada por Deryck Cabrera, seu videoclipe foi lançando em 2 de Março de 2018 pelo canal da Laboratório Fantasma. Espelho é o primeiro lançamento da rapper pela Lab Fantasma, selo/marca/produtora de Emicida e Fióti.Sendo o primeiro gravado no mais novo estúdio da Lab Fantasma. 

## Faixas
| Edição padrão  |                  |                                                   |         |  |
| N.º            | Título           | Compositor(es)                                    | Duração |  |
| 1.             | "Espelho"        | Drik Barbosa Emicida Grou Stefanie                | 3:11    |  |
| 2.             | "Banho de Chuva" | Drik Barbosa Grou                                 | 3:48    |  |
| 3.             | "Inconsequente"  | DCazz Drik Barbosa Grou                           | 3:21    |  |
| 4.             | "Camélia"        | Drik Barbosa Grou                                 | 3:17    |  |
| 5.             | "Melanina"       | Deryck Cabrera Drik Barbosa Grou Rincon Sapiência | 2:58    |  |
| Duração total: | Duração total:   | Duração total:                                    | 16:42   |  |